# Nguyen Van Ly
Padre Taddeo Nguyễn Văn Lý (Aba, 15 maggio 1946) è un presbitero vietnamita dell'arcidiocesi di Huê. È un paladino dei diritti umani nel suo Paese.

## Biografia
Sacerdote cattolico, Nguyễn Văn Lý è un personaggio scomodo per il regime perché contesta i metodi repressivi e la limitata concessione della libertà religiosa in atto in Vietnam. È stato arrestato una prima volta nel 1977; rimase in prigione per un anno. Fu nuovamente arrestato nel 1983 per "essersi opposto alla rivoluzione ed aver operato per distruggere l'unità del popolo". Uscì dal carcere nove anni dopo, nel 1992
Nel 2001 inviò una testimonianza scritta alla Commissione internazionale per la libertà religiosa, con sede negli Stati Uniti. Condannato a 15 anni di carcere, Nguyễn Văn Lý è poi uscito di prigione nel 2005 per un'amnistia. Il suo impegno di sensibilizzazione è continuato con il movimento democratico «Blocco 8406»: fondato nell'aprile 2006, ha conosciuto una rapida espansione grazie soprattutto all'uso di Internet come mezzo di diffusione. È online anche la rivista del movimento, “Tu Do Ngon Luan” (Libertà d'espressione).
Il 19 febbraio 2007 Nguyễn Văn Lý è stato arrestato di nuovo e, dopo un processo sommario (durato meno di quattro ore) è stato condannato a 8 anni di carcere. I capi d'accusa più pesanti sono stati: “Comportamento criminale assai grave che minaccia la continuità della Repubblica socialista del Vietnam, nuoce alla sicurezza nazionale e crea una rottura tra chi pratica la religione e il popolo”. Nel 2013 è stato candidato al Premio Nobel per la Pace.
Il 20 maggio 2016 è stato rilasciato ed è tornato un uomo libero.